# Благовещенка (Кыргызстан)
Благовещенка — село в Сузакском районе Джалал-Абадской области Кыргызстана. В 2021 году его население составляло 5848 человек

## География
Село расположено на правом берегу реки Когарт, на высоте 800 м над уровнем моря. Находится в 10 км к северо-востоку от районный центр села Сузак, в 7 км от ж/д станции Джалал-Абад.

## История
Село было основано в 1897 году 300 семей переселенцев из Киевской губернии.

## Население
По данным переписи 2009 года, в селе проживало 4235 человек. Согласно оценке на начало 2023 года население села составляет 6242 человек.